# Tomazetti (Santa Maria)
Tomazetti és un barri de la ciutat brasilera de Santa Maria, Rio Grande do Sul. El barri està situat al districte de Sede.

## Villas
El barri amb les següents villas: Parque Residencial Tomazetti, Tomazetti, Vila Tomaz.

## Galeria de fotos
| Dom Antônio Reis Urlândia Lorenzi | Cerrito         | Cerrito Diácono João Luiz Pozzobon |
| Lorenzi                           |                 | Diácono João Luiz Pozzobon         |
| Lorenzi                           | Lorenzi / Pains | Diácono João Luiz Pozzobon Pains   |